# Centre Miró
El Centre Miró va ser un espai d'interpretació de la relació existent entre el pintor català Joan Miró i Mont-roig del Camp, on s'analitzaven tant les relacions entre el pintor i l'espai, com l'obra i el territori.
Va tancar les portes l'abril de 2018. L'edifici que l'albergava, l'Església Vella de Mont-roig del Camp, s'ha convertit en un espai per a organitzar activitats culturals de tot tipus.
Actualment ja es pot visitar el Mas Miró, la masia i l'estudi que van veure néixer l'art de Joan Miró, a Mont-roig del Camp.
Miró va arribar emmalaltit a Mont-roig el 1911, al Mas Miró, un mas que la seva família havia comprat l'any anterior. Allí es va curar i va començar a pintar quadres a diversos indrets del municipi, des de la platja de la Pixerota, llavors pràcticament deshabitada, fins a l'ermita de la Mare de Déu de la Roca, a més del propi poble. Miró va descobrir la vida al camp, va conèixer aquella terra i els seus pagesos. L'artista va passar gairebé tots els estius a Mont-roig durant 65 anys (del 1911 al 1976).

## Història
El Centre, que es trobava a l'Església Vella del poble, va obrir les portes el 2004 i les va tancar l'abril de 2018. Dins del Centre s'hi podien veure 22 reproduccions facsímils d'obres de Miró de la primera època (1911-1923). Són els paisatges mironians de Mont-roig. Actualment encara hi ha el tapís original "El llangardaix de les plomes d'or" (1989) de Joan Miró i Josep Royo, donació de la família Miró al poble de Mont-roig.

## Església vella de Sant Miquel
És un edifici de paredat i carreus, d'estructura gòtica tardana, popular, amb façana renaixentista de pedra amb columnes laterals, frontó triangular i una rosassa. Es tracta d'un edifici rectangular al qual es va afegir un absis i una façana àmplia, reformant-se igualment la torre annexa.
La torre és quadrangular de 6,20 x 6,30 metres de base, situada en el costat sud de l'església. La seva altura aproximada és de 24 metres. Es veu un rellotge en el pis superior.
A la clau de la volta del cor hi ha la inscripció "IESUS MARIA 1608". És possible que l'edifici primitiu fos una mena de casal o palau. La torre té un possible origen medieval, modificada el XVI. Va servir de campanar a l'església parroquial vella.

## Quadres reproduïts
- Mas d'en Poca (1914)
- Paisatge de Mont-roig (1916)
- Platja de Mont-roig (1916)
- Mont-roig, Sant Ramon (1916)
- Carrer de Prades (1917)
- Vila de Prades (1917)
- La cafetera (1918)
- La casa de la palmera (1919)
- Hort amb ase (1918)
- Poble i església de Mont-roig (1919)
- Vinyes i oliveres (1919)
- Retrat d'una vaileta (1919)
- Autoretrat (1919)
- La masia (1921 - 1922)
- La masovera (1922 - 1923)
- Nu del mirall (1919)
- El joc de cartes (1920)
- Cavall, pipa i flor vermella (1920)
- Retrat d'una ballarina espanyola (1921)
- El llum de carbur (1922 - 1923)
- L'espiga de blat (1922 - 1923)